# Acusaciones y mentiras
Acusaciones y mentiras (título original: Wrongfully Accused) es una película estadounidense de drama de 2019, dirigida por Michael Feifer, que a su vez la escribió, musicalizada por Brandon Jarrett, en la fotografía estuvo Jordi Ruiz Masó y los protagonistas son AnnaLynne McCord, Kate Vernon y Philip Boyd, entre otros. El filme fue realizado por Feifer Worldwide y se estrenó el 29 de julio de 2019.

## Sinopsis
Liz se despierta en Hawái, es su aniversario número diez, se da cuenta de que su marido no está, más adelante la culpan de homicidio. Ella ve que la única manera de probar que es inocente es averiguar por su cuenta, aunque no será tarea fácil.